# Ma il tuo funziona... o no?
Ma il tuo funziona... o no? (Percy's Progress) è un film del 1974 diretto da Ralph Thomas.
È un film commedia britannico con Leigh Lawson, Elke Sommer e Denholm Elliott. È il seguito di Il complesso del trapianto (Percy) del 1971, una commedia in cui il protagonista, a cui viene trapiantato il pene, incorre in diverse grottesche situazioni a sfondo sessuale. Nel seguito, Leigh Lawson interpreta, al posto di Hywel Bennett, il ruolo del protagonista.

## Trama
Una sostanza chimica nella fornitura dell'acqua rende tutti gli uomini impotenti. Percy, il primo uomo al mondo con trapianto di pene, non è in pericolo perché, al momento della contaminazione, si trovava in gita da solo al mare. Tornato a casa si rende conto di essere diventato l'unica possibilità per il genere umano di procreare e far sopravvivere la specie. Per questo motivo il governo britannico lo "blinda" e organizza per lui incontri sessuali tramite l'istituzione di un concorso, il Miss Conception International, con le più belle donne del mondo al fine di assicurare al genere umano la continuazione della specie.

## Produzione
Il film, diretto da Ralph Thomas su una sceneggiatura di Sid Colin, Raymond Hitchcock e Ian La Frenais, fu prodotto da Betty E. Box per la Welbeck Films e girato negli Elstree Studios a Borehamwood in Inghilterra.

## Distribuzione
Il film fu distribuito nel Regno Unito nell'agosto del 1974 al cinema dalla EMI Film Distributors e per l'home video dalla Lumiere Pictures nel 1995 con il titolo Percy's Progress. È stato poi pubblicato in DVD dalla Warner Home Video nel 1990.
Alcune delle uscite internazionali sono state:
- in Portogallo il 29 ottobre 1976 (O Único Homem com Todas)
- negli Stati Uniti il 22 novembre 1978 (It's Not the Size That Counts, distribuito dalla Joseph Brenner Associates)
- in Germania Ovest (Der Potenzprotz)
- in Grecia (O Percy... ston kosmo tou sex)
- in Canada
- in Italia (Ma il tuo funziona... o no?)

## Critica
Secondo Leonard Maltin il film è "un disgustoso sequel di Percy, forse ancora peggiore se possibile".